# Tighirt
Tighirt (franska: Tighirt (CR), Tighirt (Commune Rurale), arabiska: سيدي مبارك) är en kommun i Marocko.   Den ligger i provinsen Sidi Ifni och regionen Guelmim-Oued Noun, 600 km söder om huvudstaden Rabat. Antalet invånare är 7 879.